# A Christmas Album (Bright Eyes)
A Christmas Album è il quinto album dei Bright Eyes, pubblicato nel 2002.
È un album di canzoni di Natale, i cui proventi sono stati devoluti in beneficenza al "Nebraska AIDS Project".

## Tracce
1. Away in a Manger – 2:48
2. Blue Christmas – 2:20
3. Oh Little Town of Bethlehem – 2:57
4. God Rest Ye Merry Gentlemen – 1:53
5. The First Noël – 2:30
6. Little Drummer Boy – 2:35
7. White Christmas – 1:36
8. Silent Night – 3:15
9. Silver Bells – 3:55
10. Have Yourself a Merry Little Christmas – 4:08
11. The Night Before Christmas – 4:07